# Lotte Kiærskou
Lotte Faldborg Kiærskou, née le 23 juin 1975 à Frederikshavn, est une ancienne handballeuse internationale danoise évoluant au poste de demi-centre.
Avec l'équipe du Danemark, elle participe notamment aux jeux olympiques de 2000 et 2004 où elle remporte deux médailles d'or.

## Biographie
Lotte Kiærskou commence le hadball à l'âge de six ans dans le club de Strandby Ellinge IF. Elle rejoint plus tard le Frederikshavn fI, avec qui elle finit vice-championne du Danemark en 1997. Elle s'engage en 2001 avec Viborg HK. À Viborg, elle remporte à deux reprises le championnat du Danemark (2002 und 2004), la coupe du Danemark (2003) et la coupe EHF (2004).
En 2005, enceinte, elle met un terme à sa carrière. Après la naissance de sa fille, elle devient, de 2006 à 2008, entraîneur-adjointe dans le club de Randers HK, où elle apparrait également de temps en temps sur le terrain en tant que joueuse,,.
Elle reprend par la suite une équipe de jeunes du Overlund GF, où joue sa fille. Elle devient entraîneur-adjointe du Viborg HK en décembre 2014. Dans l'incapacité de reprendre ses fonctions après une opération, elle est remplacée en février 2015 par Heidi Astrup.
Lotte Kiærskou dispute 111 rencontre pour équipe nationale danoise, pour 414 buts inscrits. Avec le Danemark, elle remporte deux médailles d'or olympoiques en 2000 et 2004. Elle est également finaliste du championnat d'Europe 1998 et troisième du championnat du monde 1995.
Elle vit avec la handballeuse Rikke Skov de 2000 à 2011.

## Palmarès

### En sélection nationale
Jeux olympiques d'été
- médaille d'or aux Jeux olympiques de 2000 à Sydney
- médaille d'or aux Jeux olympiques de 2004 à Athènes

championnats du monde 
- troisième du championnat du monde 1995

championnats d'Europe
- finaliste du championnat d'Europe 1998

### En club
compétitions internationales
- vainqueur de la coupe EHF en 2004 (avec Viborg HK)

compétitions nationales
- championne du Danemark (2) en 2002 et 2004 (avec Viborg HK)
- vainqueur de la coupe du Danemark en 2003 (avec Viborg HK)